# Koucha
Koucha  è un centro abitato e comune (municipalité) del Libano situato nel distretto di Akkar, governatorato di Akkar.